# Copycat (logiciel)
Pour les articles homonymes, voir Copycat.
Copycat est un modèle de raisonnement par analogie et de cognition humaine développé par Douglas Hofstadter, Melanie Mitchell et d'autres au Centre de Recherche sur les Concepts et la Cognition, à l'université de l'Indiana, à Bloomington.
Copycat est écrit dans une ancienne version de Common Lisp et ne fonctionne pas sur des versions plus récentes.

## Description
Copycat produit des réponses à des problèmes tels que « abc est à abd ce que xyz est à... ? » (abc:abd :: xyz:?).
Hofstadter et Mitchell considèrent le raisonnement par analogie comme le cœur de la cognition, ou perception de haut niveau, comme l'appelle Hofstadter, l'élément de base de la reconnaissance et de la catégorisation.